# Szilvási Lajos (író)
Szilvási Lajos (Szolnok, 1932. január 13. – Budapest, 1996. november 9.) József Attila-díjas magyar író, újságíró.

## Élete
Szülei Szilvási Sándor (1890–1964) és Szaksz Erzsébet (1900–1980). Korai éveit és az iskolai szüneteket édesanyja szülőfalujában a Zala vármegyei Türjén töltötte. A családot a nagy gazdasági világválság hajtotta Szolnokra, ahol az apa Víg Kálmán hentes és mészáros üzletében dolgozott segédmunkásként, míg az anya raktári kisegítő lett egy nagykereskedőnél.
A Tiszaparti Állami Elemi Népiskolában figyelt fel a szegény, de éles eszű diákra Csiky József igazgató, aki 1942-ben beíratta tehetséges tanítványát a szolnoki Verseghy Ferenc Gimnáziumba. Ide járt Szilvási 1946 februárjáig, amikor a család visszaköltözött Türjére. A keszthelyi premontrei gimnáziumban folytatta tanulmányait és ott érettségizett 1950-ben. A keszthelyi években a Csányi László népi kollégium lakója volt. Itt lépett be 1947-ben a Magyar Kommunista Pártba.
1950-ben a Petőfi Akadémiára irányították, de a tisztképzésből a szíve miatt kiszuperálták. Az Idegen Nyelvek Főiskolájára került, ahol orosz szakon tanult. Egyúttal az MTI munkatársa lett, ahonnan 1953-ban, a Nagy Imre első miniszterelnöksége idején a korábbinál kissé merészebb hangvétellel próbálkozó Szabad Nép szerkesztőségébe helyezték. Nagy Imre 1955-ös leváltását követően azonban Szilvási Lajos is áldozatul esett a klikkharcnak. A velencei állami gazdaságról írt, meg sem jelent cikke miatt fegyelmivel elbocsátották a laptól, majd a pártból is kizárták.  
1956-ban pár nap késéssel csatlakozott az október 23-án alapított Igazság című lap szerkesztőségéhez. A Nagy Imre miniszterelnök szócsövének számító újság főszerkesztője Obersovszky Gyula volt. Szilvási riportokat, publicisztikákat írt, egyúttal olvasószerkesztője is volt az újságnak. November 4. után pár hétig bujkált. Majd néhány hónapos hezitálást követően az MTI külpolitikai főosztályán lett rovatvezető és kiadványszerkesztő. Innen 1957 végén bocsátották el, mert az év nyarán Obersovszky Gyula perében Szilvási volt a mentőtanú.
1958-tól 1977-ig az Újítók Lapja olvasószerkesztője, 1977-től a Delta főszerkesztő-helyettese volt. Az 1990-es években, már nyugdíjasként a Bridge című üzleti lap olvasószerkesztőjeként dolgozott.
Romantikus-kalandos történetei, olvasmányos lektűrjei, melyek népszerűvé tették, saját megfogalmazásában "hobbi alkotások" voltak.

## Családja
Fiatalabb testvére Szilvási Sándor pedagógusként tanyasi iskolákban kezdte a pályáját, később Zalaszabaron tanított.
Első felesége, Maja Samardzic vegyészmérnök 1935 május elsején született Moszkvában. 1956-ban házasodtak össze Budapesten, pár évvel később elváltak.
Második felesége, Höcker Krisztina német-orosz szakos tanár. 1963-ban kötöttek házasságot. Közösen nevelt gyermekük: Szilvási György, metróvezető.

## Munkássága
Írásai az 1947-ben indult, Németh Andor és Méray Tibor által szerkesztett, marxista szemléletű folyóiratban, a Csillagban jelentek meg először. 1951-ben a Fiatal Írók Antológiája szerzői között is olvashatjuk a nevét. Első regénye az 1953-ban megjelent Középiskolások. Több regénye (Riadó a tárnák felett, Lányok) először napilapban, folytatásokban jelent meg.
Az életmű három ciklusra osztható.
Az író hírnevét megalapozó első regényciklusában, 1953 és 1962 között a kalandos elemek uralkodtak, s a második világháborús antifasiszta ellenállási mozgalom legendáriuma szolgáltatta a témákat.
A hatvanas évek elején a pályatárs és jó barát Solymár József tanácsolta Szilvásinak, hogy hagyja az alig létező kommunista ellenállásról rajzolt történeti tablókat, s ehelyett inkább tágas baráti körük egy-egy tagjának történeteit mesélje el az olvasóknak. Ebből az ötletből kerekedett ki azután Szilvási második regényírói ciklusa, a "mai témájú" kötetek sora.
A második ciklus a talán leghíresebb Szilvási regény, az Albérlet a Síp utcában első kiadásától (1964) egészen A néma megjelenéséig (1985) tartott.
A nyolcvanas évek közepén Szilvási megcsömörlött. A fennálló rendszert javíthatatlannak ítélve, nekilátott nagyívű történelmi tablója, a Jegenyék-ciklus megírásához, melyen egészen haláláig dolgozott. Ezzel a regénysorozattal a Kiegyezés korától az általa csak "gatyaváltásnak" hívott rendszerváltásig szerette volna bemutatni egy család történetét.
Élete végéig 27 regényét adták ki, nyolcat külföldön is.
"Utolsó" regénye, a befejezetlen A vincellér, halála után 12 évvel, 2008 őszén jelent meg.
A Petőfi Irodalmi Múzeum még több kiadatlan Szilvási kéziratot őriz. Köztük találta meg A Gazda című regényt Kocsis József Szilvási-rajongó. A 2016 tavaszán kiadott Szilvási mű lehet az összekötő kapocs az író második és harmadik ciklusa között.

## Regényei
- Középiskolások (regény, 1953)

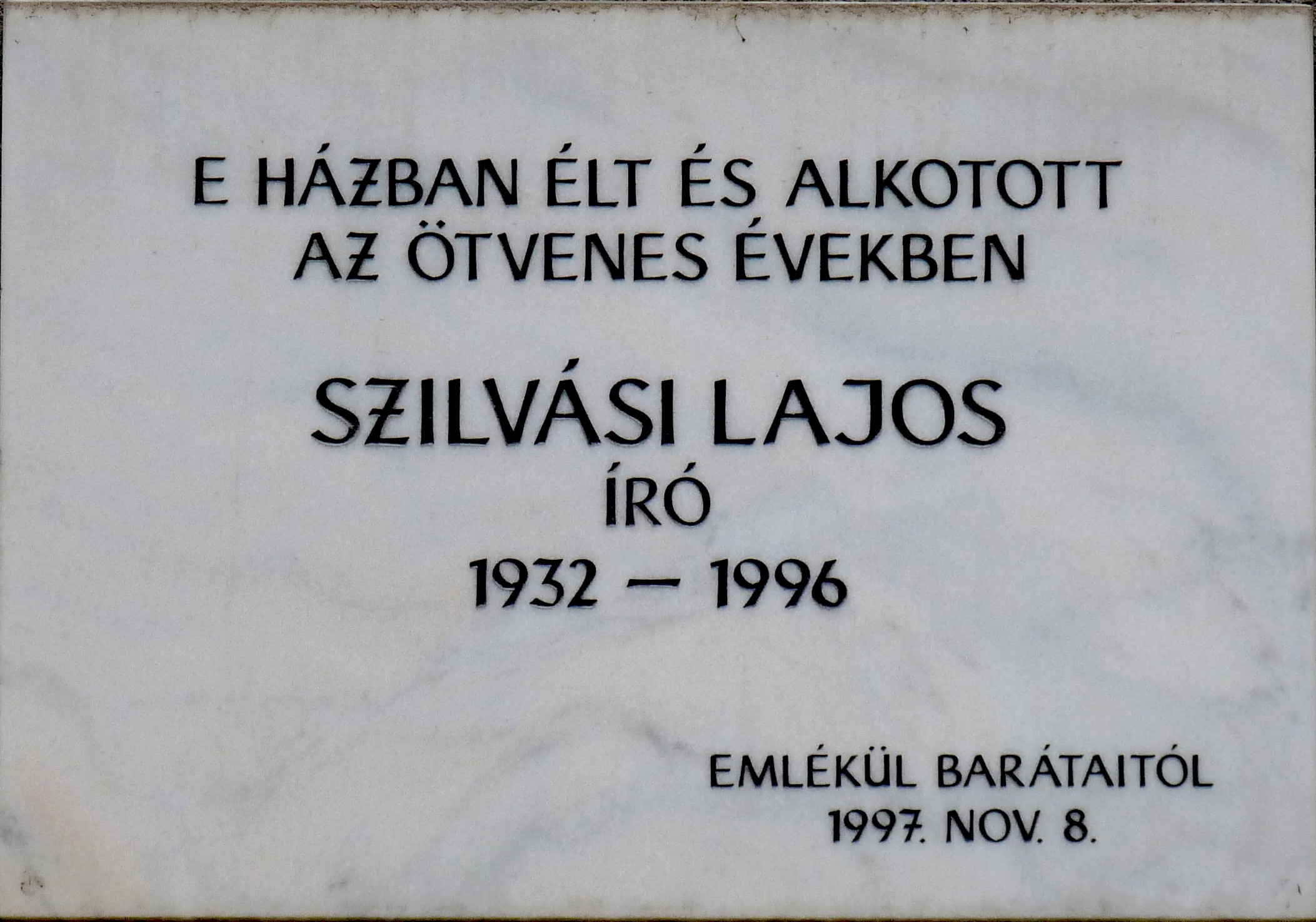
Emléktáblája egykori lakóházán

- Riadó a tárnák felett (kisregény, 1955)
- Fény a hegyek között (regény, 1956)
- Lányok (1956)
- Csillaghullás (regény, 1960)
- Bujkál a Hold (regény, 1960)
- Appassionata (regény, 1961)
- Egyszer-volt szerelem (regény, 1961)
- Nem azért született (regény, 1962)
- Kinek a sorsa? (regény, 1964)
- Albérlet a Síp utcában (regény, 1964)
- És mégis őrizetlenül (regény, 1964)
- Fekete ablakok (regény, 1965)
- Ködlámpa (regény, 1967)
- Ott fenn a hegyen (regény, 1967)
- Születésnap júniusban (regény, 1969)
- Kipárnázott kaloda (regény, 1969)
- Légszomj (regény, 1970)
- Vízválasztó (regény, 1972)
- Ördög a falon (regény, 1972)
- Egymás szemében (regény, 1976)
- Hozomány (regény, 1978)
- Karácsony (regény, 1979)
- Lélekharang (regény, 1981)
- Szökőév (regény, 1982)
- A néma (regény, 1985)
- Jegenyék (regénysorozat, 1987-2016)
- Az ormokon egy isten alszik (2020)

### Jegenyék-ciklus
- A bojnyik (1987)
- A jackman (1988)
- A kísértet (1989)
- A vincellér (2008)
- A Gazda (2016)

### Gyűjteményes kötet
- Metszéspont (1979)
  - három regényt tartalmaz: Ködlámpa, Születésnap júniusban, Hozomány

## Díja
- József Attila-díj (1951)